# Lir
Lir [Lʴirʴ] ("Meer") ist in der keltischen Mythologie Irlands der Vater von Manannan mac Lir, in den Sagen des Hoch- und Spätmittelalters die Verkörperung des Meeres.

## Mythologie

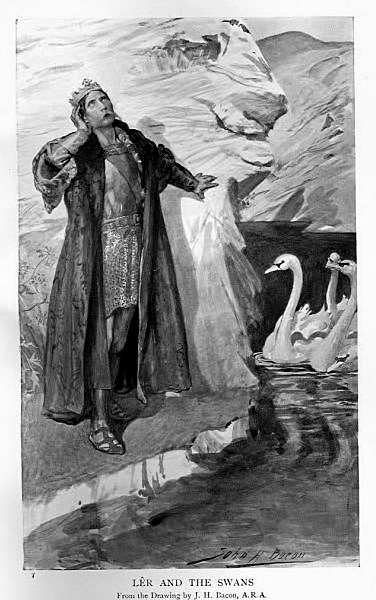
Lir und die Schwäne

In den frühen Sagen ist Lir lediglich der Beiname Manannans, der auf dessen Herkunft und Wirkungsraum hinweisen soll. In späteren Erzählungen jedoch tritt Lir als eigenständige Person auf.
In Oidheadh Chlainne Lir („Die Geschichte der Kinder Lirs“) gibt ihm Bodb, der Sohn des Dagda, um den Frieden zu wahren und ihn freundlich zu stimmen, seine Ziehtochter Aobh zur Frau, diese gebiert Lir vier Kinder, die Knaben Aed, Conn Cétchathach und Fiachna sowie die Tochter Fionnuala. Sie stirbt jedoch bei der Geburt ihrer letzten beiden Kinder. Lir heiratete daraufhin Aobhs Schwester Aoife, die jedoch kinderlos bleibt und aus Eifersucht und Neid versucht, die Kinder ihrer Schwester zu töten. Als sie dies doch nicht übers Herz bringt, verwandelt sie die Kinder stattdessen in Schwäne. Die vier Kinder müssen 900 Jahre lang umherirren, bis sich ihr Schicksal erfüllt und sie wieder menschliche Gestalt annehmen können, jedoch aufgrund ihres Alters sterben werden. In einer Volksmythe wird dies dann sein, wenn eine Frau aus dem Süden Irlands einen Mann aus dem Norden heiratet.
Eine von Lirs Enkelinnen war Sionan, die dem Fluss Shannon den Namen gegeben haben soll.
In der kymrischen Sage entspricht Lir die Gestalt des Llŷr.